# 野間刑部大輔
野間 刑部大輔（のま ぎょうぶたいふ）は、戦国時代の武将。大内氏家臣。安芸国安南郡吉浦（現在の広島県呉市吉浦町）を拠点とした水軍の将とみられる。

## 生涯

### 五日市の戦い
大永3年（1523年）11月、安芸国佐西郡五日市（現在の広島県広島市佐伯区五日市）を大内氏の水軍が攻撃した際に「吉浦野間刑部大輔」らが討死したことが、厳島神社の社家の野坂房顕の「覚書」に記されている。
刑部大輔の討死から遡ること7か月前の4月11日、武田光和らに支援された友田興藤が厳島神主を自称し、大内氏に叛旗を翻す。友田興藤は佐西郡桜尾城に入城し、己斐城・石道本城も攻略した。さらに6月、出雲国の尼子経久が安芸国に侵入し、平賀氏・毛利氏・吉川氏ら安芸国諸勢力を従えて大内氏の東西条領の主要拠点の鏡山城を陥落させた。これにより、安芸国における大内氏の勢力は大きく後退した。
同年8月１日、弘中武長を指揮官とする大内水軍が周防国遠崎（現在の山口県柳井市遠崎）を出津。18日、厳島に押し寄せ、友田方の守備兵を退却させて同島を占領した。9月17日夜、武長指揮下の能美仲次が廿日市や能美島・江田島を襲撃。また10月3日には厳島に攻め寄せた軍勢を能美氏や長崎弥八郎らが撃退している。能美氏ら大内氏に味方する安芸国の水軍も弘中武長の指揮下に入り、反大内氏勢力の牽制や厳島の防衛を担っていた。
そして11月1日、弘中武長率いる大内水軍は、厳島から出撃して桜尾城後方の友田方拠点の五日市を襲撃した。この作戦には斎藤高利や能美弾正忠ら周防・安芸の水軍も参加しており、前述の通り野間刑部大輔も加わっていた。斎藤高利らは五日市で放火を行ったが、友田方の反撃に遭った。野間刑部大輔は退却中、船着場において討死した。彼以外にも能美弾正忠・野村民部丞、そのほか主だった者が二十人余り討死した。

### 吉浦野間氏
前述のとおり、野坂房顕は覚書で「吉浦野間刑部大輔」と記していることから、野間刑部大輔の拠点は安芸国吉浦（現在の呉市吉浦町）であったと推定される。彼の同族とみられる「野間吉浦彦太郎」は、大永3年（1523年）8月時点で安芸国東西条において計200貫を知行していた。
刑部大輔は大内方として戦ったが、一方で安芸国矢野を本拠とする野間氏は大内氏と敵対した。大永5年（1525年）4月5日、大内氏の指揮官の陶興房は佐西郡岩戸（現在の広島県廿日市市佐方）の陣から渡海し、矢野郷に放火。6月、矢野の野間彦四郎が多賀谷武重の仲介で大内氏に降伏している。